# Polivideo
La Polivideo S.A. era una società di produzione svizzera, con sede principale a Locarno, fallita nel 2018.

## Descrizione
Produceva soap opera, cortometraggi, lungometraggi e documentari con la collaborazione della RSI. La società collaborava anche con le televisioni estere: RAI, LA7, Mediaset, ABC, France Télévisions, e con attori italiani (per esempio con Enzo Iacchetti in un film del 2007). La Polivideo lavorava anche insieme al TEPSI per la realizzazione di alcune piece teatrali. Negli anni l'azienda si è occupata anche di produzione esecutiva, Mediaset le ha affidato infatti la diretta de Il galà della pubblicità su Canale 5.

## Produzioni

### Spettacoli teatrali
- Grazie (spettacolo cabarettistico) (con Claudio Bisio, 2005)
- Zelig for Emergency (spettacolo cabarettistico, 2005)
- Quel tranviere chiamato desiderio (TEPSI) (2005)

### Soap opera
- Affari di Famiglia I (2005)
- Affari di Famiglia II (2006)
- Affari di Famiglia III (2008)
- Affari di Famiglia IV (2009)
- Affari di Famiglia V (2011)

### Documentari
- Urbi et Orbi (i Papi e la comunicazione) (2006)
- Battlefield Tour (serie di quattro documentari) [2006)
- Figli della Guerra (2007)
- Fascismo a colori (2009)
- Caravaggio - L'eredità di un rivoluzionario (2009)

### Docu-reality
- Presenze (stagione 1,2 e 3) (2008)

### Intrattenimento
- Buona fortuna (gioco a premi)
- Poker di lettere (gioco a premi)
- The Singing Office
- Festivalbar[senza fonte]

### Sit-com
- Sergio Colmes Indaga (1999 - 2005)

### Talk-reality show
- Sex Talk
- Schock
- Night Metrò (2006 - 2007)
- Protagoniste (2008)

### Cortometraggi
- Cortopardo (2005)